# Trézioux
Trézioux település Franciaországban, Puy-de-Dôme megyében. Lakosainak száma 502 fő (2022. január 1.). Trézioux Bongheat, Courpière, Estandeuil, Neuville, Saint-Dier-d’Auvergne, Saint-Flour-l'Étang és Sermentizon községekkel határos.

## Népesség
A település népessége az elmúlt években az alábbi módon változott:
| Lakosok száma | 471  | 470  | 474  | 476  | 479  | 483  | 489  | 496  | 502  |
|               | 2013 | 2015 | 2016 | 2017 | 2018 | 2019 | 2020 | 2021 | 2022 |